# Terville
Terville (Duits: Terwen) is een gemeente in het Franse departement Moselle (regio Grand Est). Terville telde op 1 januari 2022 7.609 inwoners.

## Geschiedenis
De gemeente maakt tot 2015 deel uit van het arrondissement Thionville-Est en het kanton Yutz. De gemeente werd op 22 maart 2015 opgenomen in het nieuwgevormde kanton Thionville dan onderdeel werd van het arrondissement Thionville.

## Geografie
De oppervlakte van Terville bedroeg op 1 januari 2022 3,83 vierkante kilometer; de bevolkingsdichtheid was toen 1.986,7 inwoners per km².

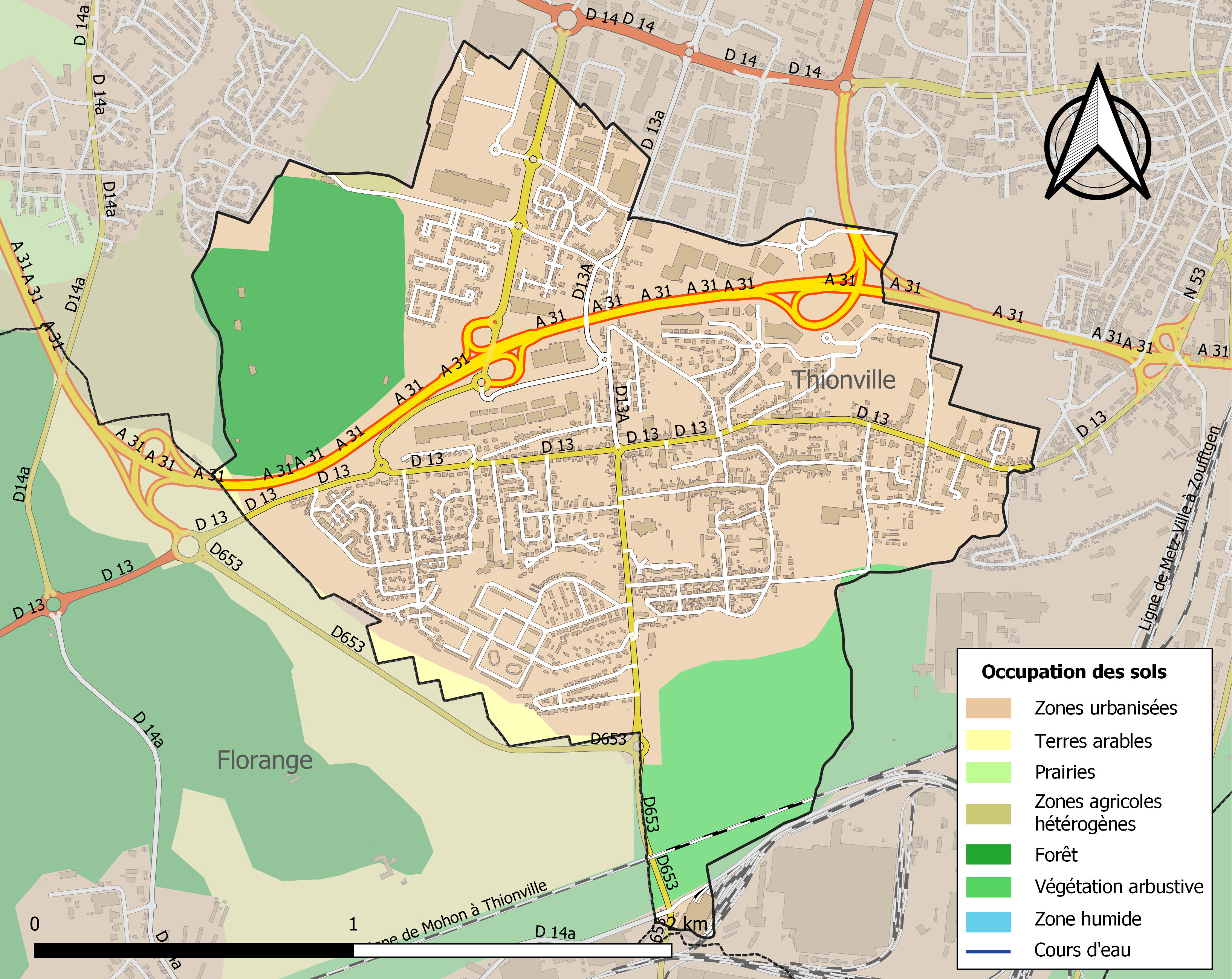
Kaart van de gemeente met de belangrijkste infrastructuur, bodemgebruik en omliggende gemeenten

## Demografie
Onderstaande figuur toont het verloop van het inwonertal (bron: INSEE-tellingen).